# Fora de Moda
Albums de Rui Veloso
Ar de Rock
(1980) Guardador de Margens
(1983)
Fora de Moda édité en 1982 est le deuxième album et LP de Rui Veloso.

## Liste de chansons
| No  | Titre                                 | Durée |
| --- | ------------------------------------- | ----- |
| 1.  | Estrela do Rock and Roll              | 4:21  |
| 2.  | Balada                                | 3:40  |
| 3.  | Sayago Blues                          | 4:28  |
| 4.  | Esta Mulher é a Minha Ruína           | 3:52  |
| 5.  | Ó Clotilde                            | 2:20  |
| 6.  | A Minha Namorada Até Fala Estrangeiro | 4:14  |
| 7.  | Sexta-Feira Nem que Chova             | 4:18  |
| 8.  | Bocejo                                | 3:58  |
| 9.  | Bucólica                              | 4:21  |
| 10. | A Gente não lê                        | 4:06  |